# Bristol Cherub
|

Bristol Cherub I im Polnischen Luftfahrtmuseum

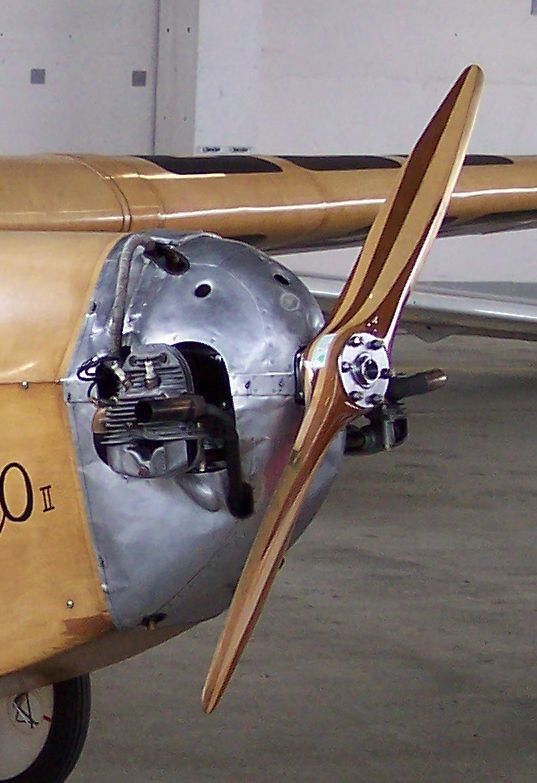
Bristol Cherub II an einer Messerschmitt M17

Der Bristol Cherub war ein Flugmotor des britischen Herstellers Bristol. Es handelt sich um einen luftgekühlten zweizylindrigen Boxermotor. Dieser Motor war seit seiner Einführung 1923 bis Mitte der 1930er-Jahre relativ weit verbreitet. So wurde er auch in Deutschland bei der Messerschmitt M17 eingesetzt.

## Versionen
Es gab insgesamt drei Serien dieses Motors:

### Cherub I
Der Cherub I wurde 1923 vorgestellt und bis 1927 produziert. Der Motor wog 41 kg, leistete 25 PS bei 2500 min−1 und hatte nur ein Zündsystem. Die Bohrung betrug 85 mm und der Hub 96,5 mm, was einen Hubraum von 1095 cm³ ergab. Die bekannteste Maschine, in der dieser Motor zum Einsatz kam, dürfte die Avro 562 gewesen sein. Der Motor kam auch in einigen weiteren Maschinen zum Einsatz, etwa der Bristol Type 91 oder der Short S.4 Satellite.

### Cherub II
Der Cherub II entsprach dem Cherub I, hatte jedoch ein Untersetzungsgetriebe von I=2, das es ermöglichte, die Motordrehzahl leistungsfördernd anzuheben und gleichzeitig die Luftschraubendrehzahl zu senken. Der Motor leistete 34 PS bei 4000 min−1 und wog 49 kg. Er kam ebenfalls in der Avro 562 und der Short S.4 zum Einsatz. Der Motor hatte nicht den besten Ruf und galt als anfällig.

### Cherub III
Der Cherub III war der erfolgreichste Typ. Zur Leistungssteigerung wurde der Motor auf 90 mm aufgebohrt, was 1228 cm³ Hubraum ergab. Der 1925 eingeführte Motor wurde von vornherein mit zwei Zündkerzen pro Brennraum hergestellt, später wurde er auch mit einer echten Doppelzündung ausgerüstet. Er leistete 32 PS bei 2900 min−1, die Startleistung betrug 36 PS bei 3200 min−1. Sein Gewicht betrug 45 kg. Neben der Messerschmitt wurde der Motor in die Mignet HM-14, Bristol Type 91, De Havilland DH.53 Humming Bird, Hawker Cygnet und viele andere Kleinflugzeuge eingebaut.